# Sojoez MS-26

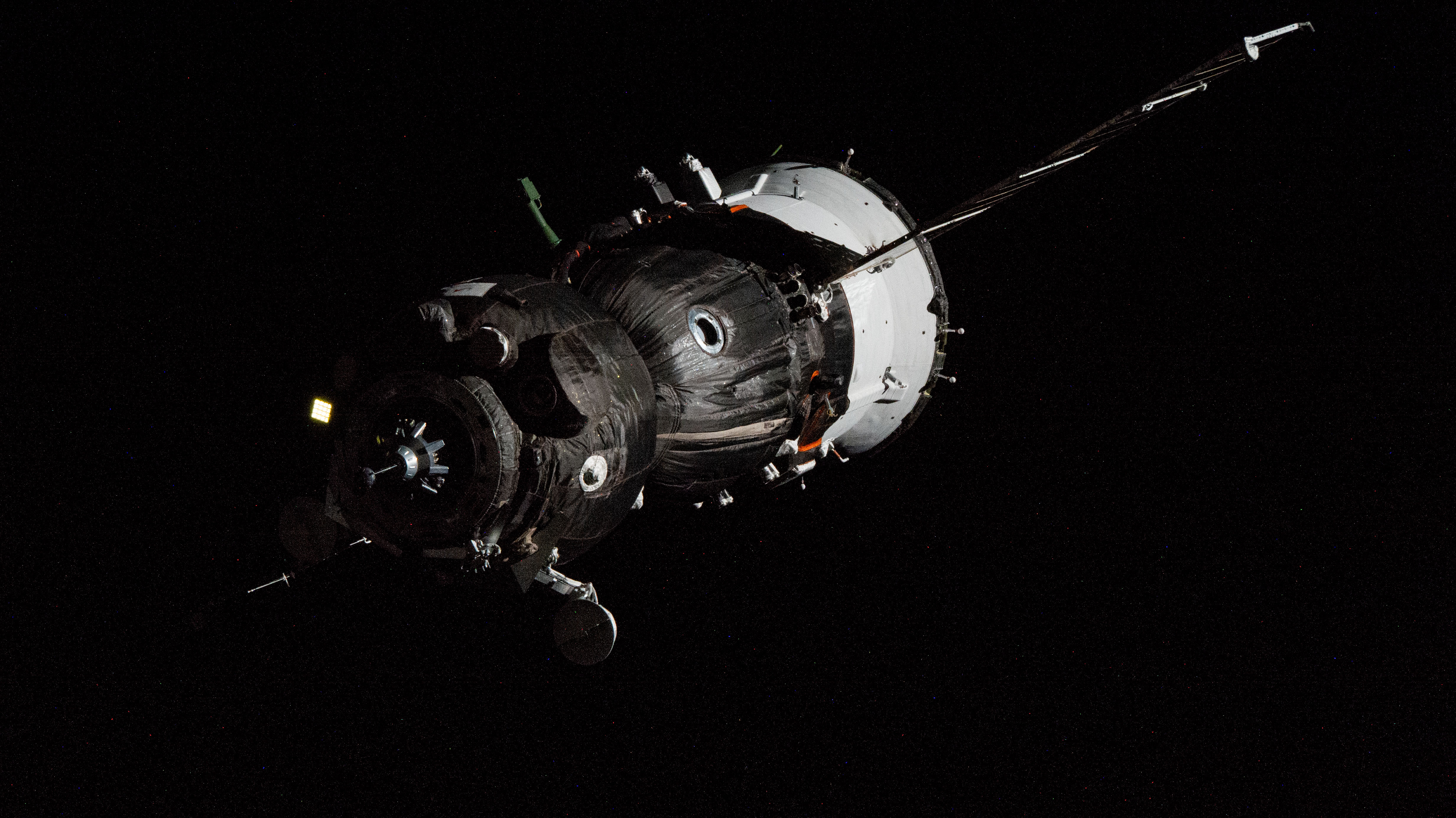
MS-26 nadert het ISS

Sojoez MS-26 (Russisch: Союз МС-26) is een ruimtevlucht naar het Internationaal ruimtestation ISS. Het is de 154ste vlucht van een Sojoez-capsule en de zesentwintigste van het Sojoez MS-type. De lancering vond plaats op 11 september 2024. Tijdens deze vlucht werden drie bemanningsleden naar het Internationaal ruimtestation ISS vervoerd.
Toen de ruimtecapsule kort na de lancering de Kármánlijn passeerde bevond zich een recordaantal van 19 mensen in de ruimte. De drie astronauten van de MS-26-missie, nog eens drie in het Chinese Tiangong-ruimtestation, vier personen aan boord van de SpaceX Polaris Dawn-missie en nog eens negen personen aan boord van het internationale ruimtestation als onderdeel van ISS-Expeditie 71.

## Bemanning
| Positie           | Ruimtevaarder                                |
| ----------------- | -------------------------------------------- |
| Commandant        | Aleksej Ovtsjinin, Roskosmos 3e ruimtevlucht |
| Flight Engineer 1 | Ivan Vagner, Roskosmos 2e ruimtevlucht       |
| Flight Engineer 2 | Donald Pettit, NASA 4e ruimtevlucht          |

### Reservebemanning
| Positie           | Ruimtevaarder                 |
| ----------------- | ----------------------------- |
| Commandant        | Sergej Ryzjikov, Roskosmos    |
| Flight Engineer 1 | Aleksej Zoebritski, Roskosmos |
| Flight Engineer 2 | Jonny Kim, NASA               |